# 콰트로 (4륜구동)

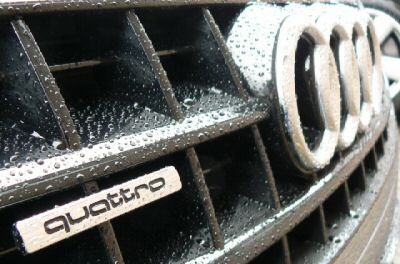

콰트로(라틴어: Quattro)는 아우디에서 개발한 4륜구동 시스템을 말한다. 콰트로 시스템은 1980년 아우디 콰트로에 처음 채택되었고, 이 후 아우디에서 생산하는 많은 모델에 채택되었다. 콰트로는 아우디의 등록 상표이다.

## 같이 보기
- 4륜구동